# Philippe Beaussant
Pour les articles homonymes, voir Beaussant.
Philippe Beaussant, né le 6 mai 1930 à Caudéran et mort le 8 mai 2016 au Coudray,,,, est un musicologue et nouvelliste français.
Expert en musique baroque française, sujet sur lequel il a publié plusieurs ouvrages, il est également le fondateur, avec Vincent Berthier de Lioncourt, du Centre de musique baroque de Versailles. Il était membre de l'Académie française.

## Biographie
Philippe Beaussant est le fils de Charles Beaussant (1905-1992), dit Carlo, directeur de banque, et de Françoise Fortin (1907-1993). Le baron de l'Empire Louis Guichard (1772-1837) fut un de ses ancêtres.
Lauréat Zellidja en 1949, il est producteur à partir de 1974 à Radio France, qui a diffusé ses chroniques très documentées et pédagogiques sur la musique baroque, qui ont aussi pu, parfois, susciter des réactions polémiques dans la presse.
Sa biographie de Jean-Baptiste Lully, Lully ou Le musicien du soleil, publiée en 1992 chez Gallimard, est à l'origine du film Le roi danse (2000).
À partir de 2011, il préside jusqu'à sa mort Défense de la langue française.
Il est inhumé au cimetière Saint-Louis de Versailles le 13 mai 2016.

### Vie privée
Marié à la psychanalyste Marie-Cécile Villedieu de Torcy, il a deux fils, Pierre-Hugues et Antoine, et une fille, Anne-Véronique (épouse Delpech de Saint-Guilhem).

### Honneurs et distinctions
- Chevalier de la Légion d'honneur en 2008[9]
- Chevalier de l'ordre national du Mérite
- Officier de l'ordre des Arts et des Lettres
- Membre de l'académie Charles-Cros
- Membre de l'académie de Versailles
- Prix de la critique dramatique et musicale[4]
- Prix d'histoire de l'Académie française[4]
- 2001 : prix de la langue française, pour l'ensemble de son œuvre[10]
- Membre de l'Académie française Élu au fauteuil de Jean-François Deniau le 15 novembre 2007, il est reçu sous la Coupole le 23 octobre 2008 par Pierre Rosenberg. 
Délégué à la séance de rentrée des Cinq académies du 22 octobre 2013.

## Œuvres

### Romans
- Le Biographe, Gallimard, 1978. Prix Ève-Delacroix 1979 (prix de l'Académie française)
- L'Archéologue, Gallimard, 1979
- La Belle au Bois, Gallimard, 1989
- Héloïse, Gallimard, 1993. Grand prix du roman de l'Académie française[10]
- Stradella, Gallimard 1999. Prix Pelléas 2000
- Le Rendez-vous de Venise Fayard 2003
- Où en étais-je ? Fayard, 2008

### Autres publications
- Le Jeu de la pierre et de la foi - essai -, Éditions Gallimard, 1962
- François Couperin, Fayard, 1980, Prix Charles-Blanc de l'Académie française en 1981
- Versailles, Opéra, Gallimard, 1982. Prix de l'Académie des Beaux-Arts
- Rameau de A à Z, Fayard, 1982
- Vous avez dit "Baroque" ?, Actes Sud, 1988. Prix de la Critique dramatique et musicale
- Vous avez dit "Classique" ?, Actes Sud, 1991
- Lully ou le musicien du soleil, Gallimard, 1992. Prix de la Critique dramatique et musicale[10]. Prix Eugène-Carrière de l'Académie française[10]. Bourse Goncourt de la biographie[11]
- Les Plaisirs de Versailles (en coll. avec Patricia Bouchenot-Déchin), Fayard, 1996
- Louis XIV artiste, Payot & Rivages, 1999
- Mangez baroque et restez mince, Actes Sud, 1999
- Le Ballet des singes et des autruches, Gallimard/Le Promeneur, 2000
- Le Roi-Soleil se lève aussi, Gallimard, 2000
- Le Chant d'Orphée selon Monteverdi, Fayard, 2002
- Préludes, fougasses et variations, Actes Sud, 2003
- Monteverdi, Fayard, 2003
- La Malscène Fayard, 2005
- Passages - de la Renaissance au Baroque, Fayard, 2006. Prix Montaigne de Bordeaux 2008
- Georges de La Tour, Le Vielleur au chien, Éditions Invenit, 2011
- Christine de Suède et la musique, Fayard, 2014[10]